# San Salvador Fútbol Club
El San Salvador Fútbol Club fue un equipo que militó en la Liga salvadoreña de fútbol. Fue fundado en 2002, y logró el campeonato en el Torneo Clausura 2003. Su sede era el Estadio Cuscatlán.

## Historia
Fue fundado el 7 de enero de 2002 cuando los ejecutivos del club compraron los derechos del ADET (Asociación Deportiva el Tránsito), por un total de $100,000.
La nueva junta directiva cambió el tradicional uniforme ocre del ADET por los colores blanco y negro, un uniforme muy parecido al del equipo italiano de la Juventus de Turín. Es así como el antiguo plantel del ADET, pasó a llamarse San Salvador que en su primera temporada fue dirigido por el exfutbolista Jaime "La Chelona" Rodríguez con la ayuda de Norberto Huezo, y Jorge "Mágico" González, quien además tuvo un paso fugaz como jugador en el Torneo Clausura 2002.
En el Torneo Apertura 2002 San Salvador hizo historia, a pesar de su reciente creación, con el técnico uruguayo Rubén Alonso en el banquillo, al conseguir el subcampeonato tras perder en la final contra el Club Deportivo FAS por 1-3. En menos de dieciocho meses de existencia el San Salvador alcanzó el campeonato al derrotar al CD Luis Ángel Firpo por 3-1 en la final del Torneo Clausura 2003.
Al finalizar la temporada 2007–2008 en novena posición (acumulando el puntaje de los campeonatos apertura y clausura), tuvo que disputar la permanencia de la categoría frente al subcampeón de la segunda división: el Juventud Independiente de la localidad de Opico. La serie fue perdida por el equipo capitalino a doble partido (1-1 y 1-3); lo que provocó su descenso. Al terminar el plazo para su inscripción en la segunda división, en agosto de 2008, y no hacerla efectiva, la entidad llegó a su final.

## Jugadores
Jorge "Mágico" González, Álvaro Misael Alfaro, Dénnis Alas, Freddy Gónzalez Víchez, Zelvin Zepeda, Paulo Cesar Rodríguez "Paulinho", Rodrigo Lagos, Carlos Asprilla, Alexánder Obregón, Ronald Cerritos, Emiliano José Pedrozo, William Torres Cabrera "Pichuta Torres", Ernesto Góches Lobos, Julio Castro, Erber Burgos, Dénnis Salinas, Efraín Gutiérrez, Cristian Salgado, Flavio Rivas, Luis Perla, Luis Espíndola, Elíseo "Cheyo" Quintanilla Ortíz, Ebanze Benwell, Pablo Hérnandez, Ramón Sánchez, Luis Mira, "Chepe" Martínez, "Pega" Dubon, entre otros....

## Palmarés
- Primera División de El Salvador (1): Clausura 2003